# Țara Oașului

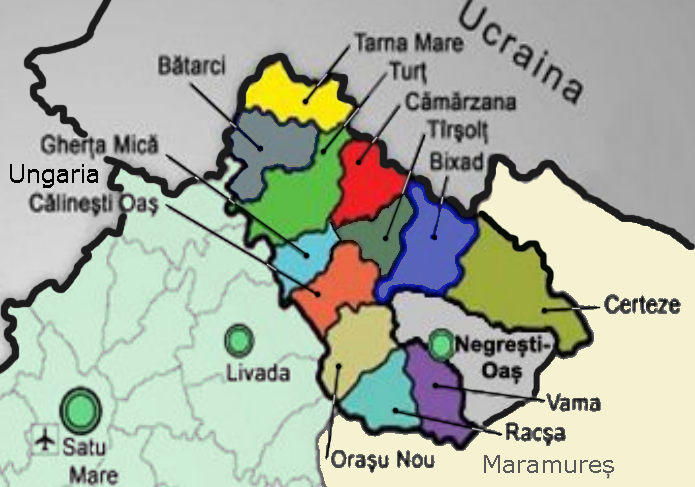
Țara Oașului – Karte

Țara Oașului ist eine historische Region in Rumänien. Sie befindet sich in Nord-Siebenbürgen im Kreis Satu Mare. Die Hauptstadt war Negrești-Oaș.

## Städte, Gemeinden und Ortschaften
- Negrești-Oaș
- Orașu Nou
- Certeze
- Vama
- Călinești-Oaș
- Târșolț
- Bixad
- Cămărzana

## Persönlichkeiten
- Ioniță G. Andron  – Fotograf, Rechtsanwalt[3]
- Ioan Chioreanu-Oaș – Professor[3]
- Mihai Feher – Erzpriester[3]
- Ionuț Silaghi de Oaș, Graf von Szilágyi – rumänische Künstler[3]
- Maria Petca-Poptean – Künstler[3]
- Mihai Pop -Arzt[3]
- Vasile Pop-Negreșteanu – Maler[3]
- Ion Țânțaș  – Maler[3]

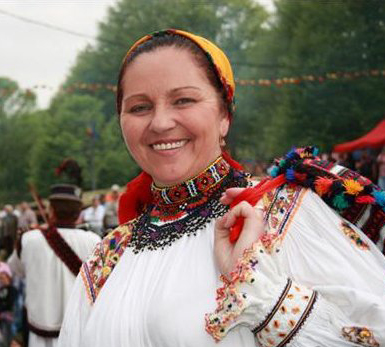
Professor Maria Tripon, in traditioneller Tracht
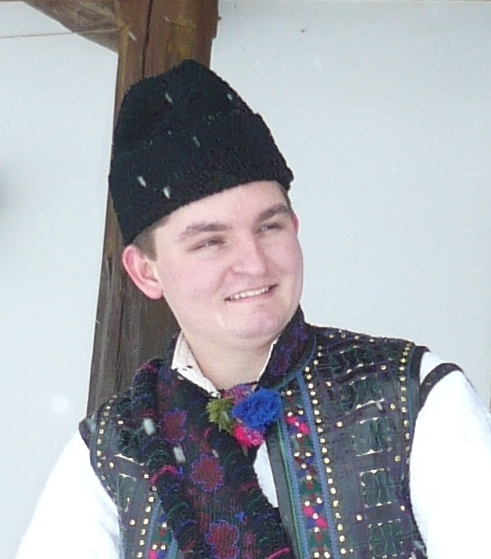
Ionuț Silaghi de Oaș, Graf von Szilágyi in traditioneller Tracht